# ГАЗ-3308
ГАЗ-3308 «Садко» — российский среднетоннажный бортовой грузовой автомобиль повышенной проходимости грузоподъемностью 2,5 тонны капотной компоновки.

## История
ГАЗ-3308 — четвёртое поколение грузовиков ГАЗ.
В конце 1970-х годов, ввиду замены ГАЗ-66, были попытки очередной унификации производства уже имеющейся машины. Так, в 1982 году появилась модель ГАЗ-3301, построенная с учётом требований военных. Также отличительной чертой этой машины являлось наличие дизельного двигателя. Испытания машины проходили вплоть до начала 1990-х гг. Однако, распад СССР и спад закупок государством поставили крест на перспективной машине. Ввиду этого производство ГАЗ-66 («шишиги») было продолжено.
Тем не менее разработка новой машины продолжилась. С учётом смягчившихся требований военных, а также ввиду практического опыта применения на ГАЗ-66 кабины над двигателем со всеми присущими ей недостатками (высокой опасности для экипажа при подрыве на мине, сложностью доступа к двигателю, низким уровнем комфорта и плохой эргономикой в целом), а главное, резкого сокращения государственных закупок для армии и народного хозяйства, руководство завода вернулось к капотной компоновке. Конструкция полноприводного шасси сохранила преемственность.
Первый прототип нового полноприводного грузовика был создан Горьковским автомобильным заводом в 1995 году под индексом ГАЗ-3309П. Серийное производство модели, получившей отраслевой индекс ГАЗ-3308 и собственное название «Садко» началось в декабре 1997 года.
В российской армии 2,3-тонный грузовик ГАЗ-3308 пришёл на смену модели ГАЗ-66-40 с кабиной над двигателем. На ГАЗ-3308 применяется модифицированная (другие крылья с увеличенными колёсными арками) кабина от ГАЗ-3309, а также ведущие мосты и трансмиссия, аналогичные использовавшимся на ГАЗ-66-40. В сентябре 2000 года ГАЗ-3308 был предложен на экспорт для вооружённых сил Украины.
С 2003 года «Садко» преимущественно оснащается турбодизелем тракторного происхождения ММЗ Д-245.7 (с 2005 года экологического класса Евро-2, с 2013-го — Д-245.7Е4 экологического класса Евро-4). В феврале 2013 года появилась версия ГАЗ-33088 «Садко» с турбодизелем ЯМЗ-53442 класса Евро-4.
С 2014 года на автомобили устанавливалась новая решётка радиатора с заводской эмблемой вместо решётки с надписью «ГАЗ».
В июне 2014 года ГАЗ представил новую версию с неофициальным названием Садко-Next грузоподъёмностью 3 тонны, вместе с новой версией ГАЗ-3309.
В январе 2020 года модель была снята с производства (за исключением автобуса ГАЗ-330811-10 «Вепрь», который завод выпускает на заказ).

## Варианты и модификации
- ГАЗ-33097 — базовая версия с турбодизельным 116-сильным двигателем ГАЗ-5441.10 семейства ГАЗ-542 рабочим объёмом 4,15 л;
- ГАЗ-3308 — базовая версия с карбюраторным 130-сильным двигателем ЗМЗ-5231.10 семейства ЗМЗ-53 рабочим объёмом 4,67 л;
  - ГАЗ-3308 «Егерь» — вариант исполнения ГАЗ-3308 с удлинённой на 1150 мм двухрядной пятиместной кабиной, разработанной компанией «Техноспас-НН»[3];
- ГАЗ-33081 — модификация со 117-сильным дизельным двигателем ММЗ Д-245.7 рабочим объёмом 4,75 л с турбонаддувом;
  - ГАЗ-33081 «Егерь-II» — вариант исполнения ГАЗ-33081 с двухрядной пятиместной кабиной, разработанной производственным предприятием «Чайка-Сервис»[4];

ГАЗ-33082 — ранняя модификация с турбодизелем ГАЗ-562 по лицензии Steyr;
- ГАЗ-33085 «Земляк» — 4-тонная модель с двухскатной ошиновкой заднего моста, в которой максимально используются элементы от «Садко».
- ГАЗ-33086 «Земляк» — модификация с дизелем ММЗ Д-245.7, представлена в 2005 году;
- ГАЗ-33088 — модификация со 134,5-сильным дизельным двигателем ЯМЗ-53442 рабочим объёмом 4,43 л с турбонаддувом;
- МТП-1 — машина технической помощи на шасси ГАЗ-3308 «Садко»[6];
- автоперевязочная АП-2 на шасси ГАЗ-3308 производства ПАО «Медоборудование»[7];
- установка дезинфекционно-душевая подвижная ДДА-01-«СЗМО» на шасси ГАЗ-3308 производства ПАО «Медоборудование»[8].

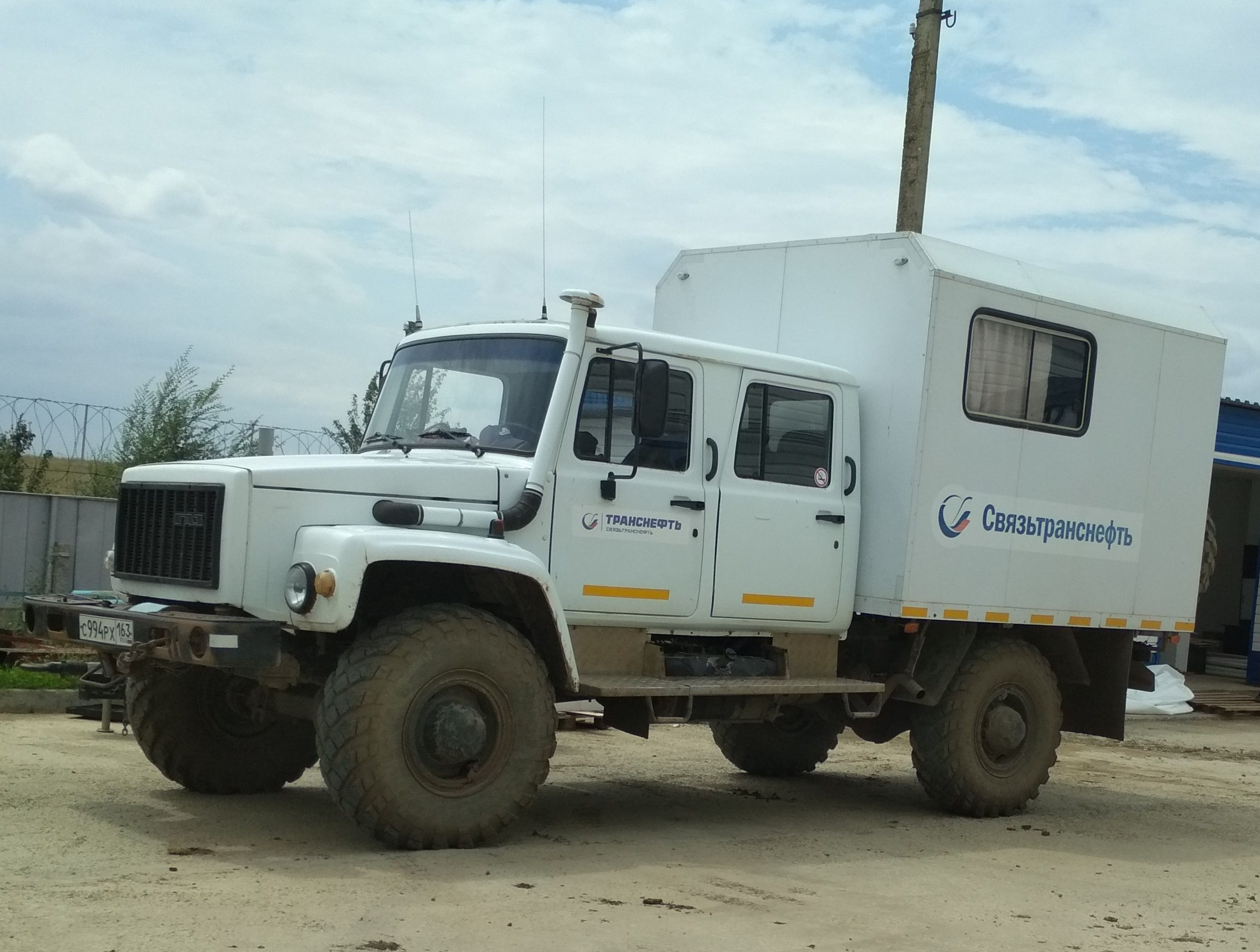
Подвижная ремонтная мастерская на базе ГАЗ-33081 «Егерь-II».
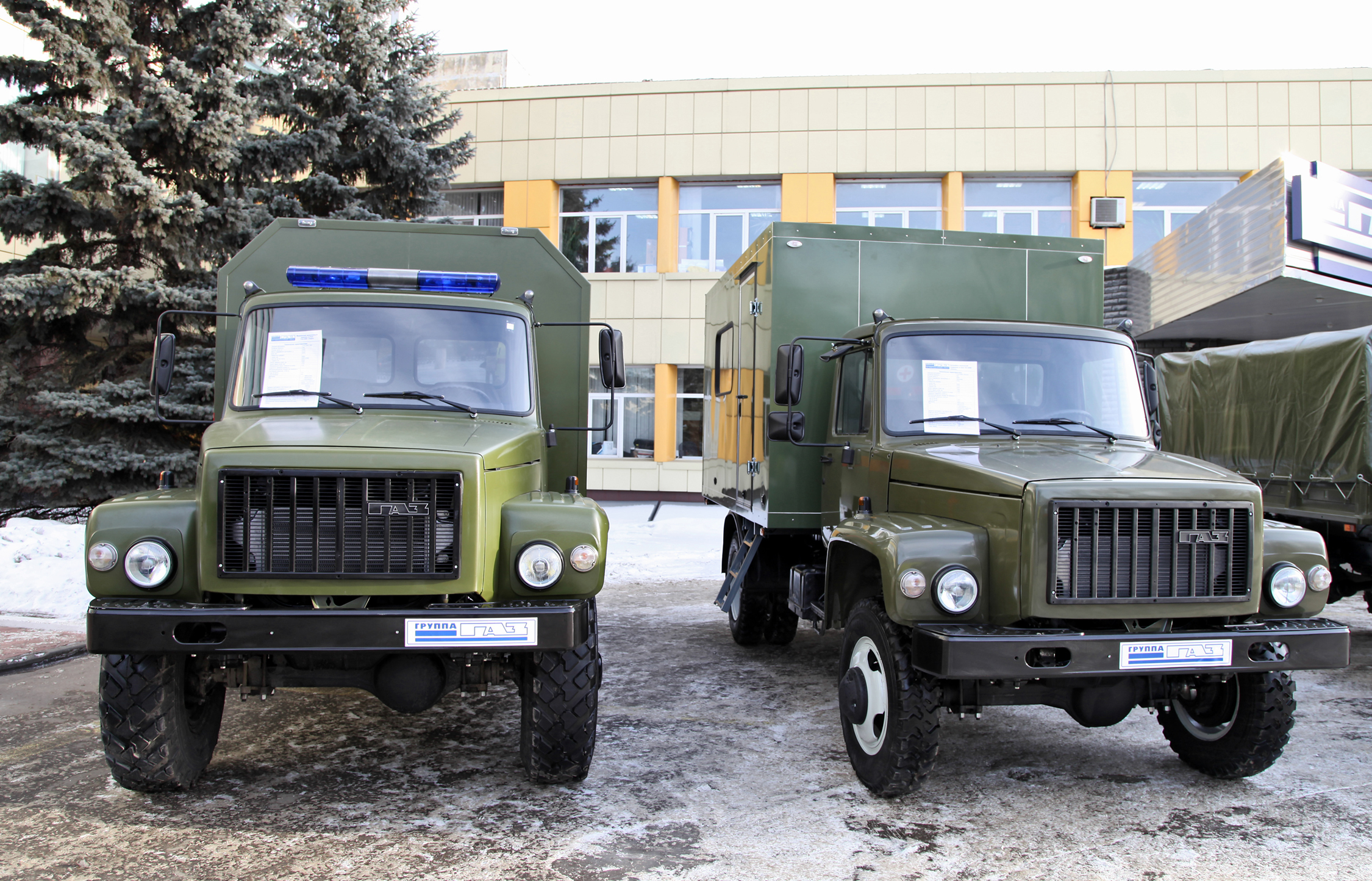
ГАЗ-33081-1091 и автомобиль технической поддержки ГАЗ-33086 «Земляк».
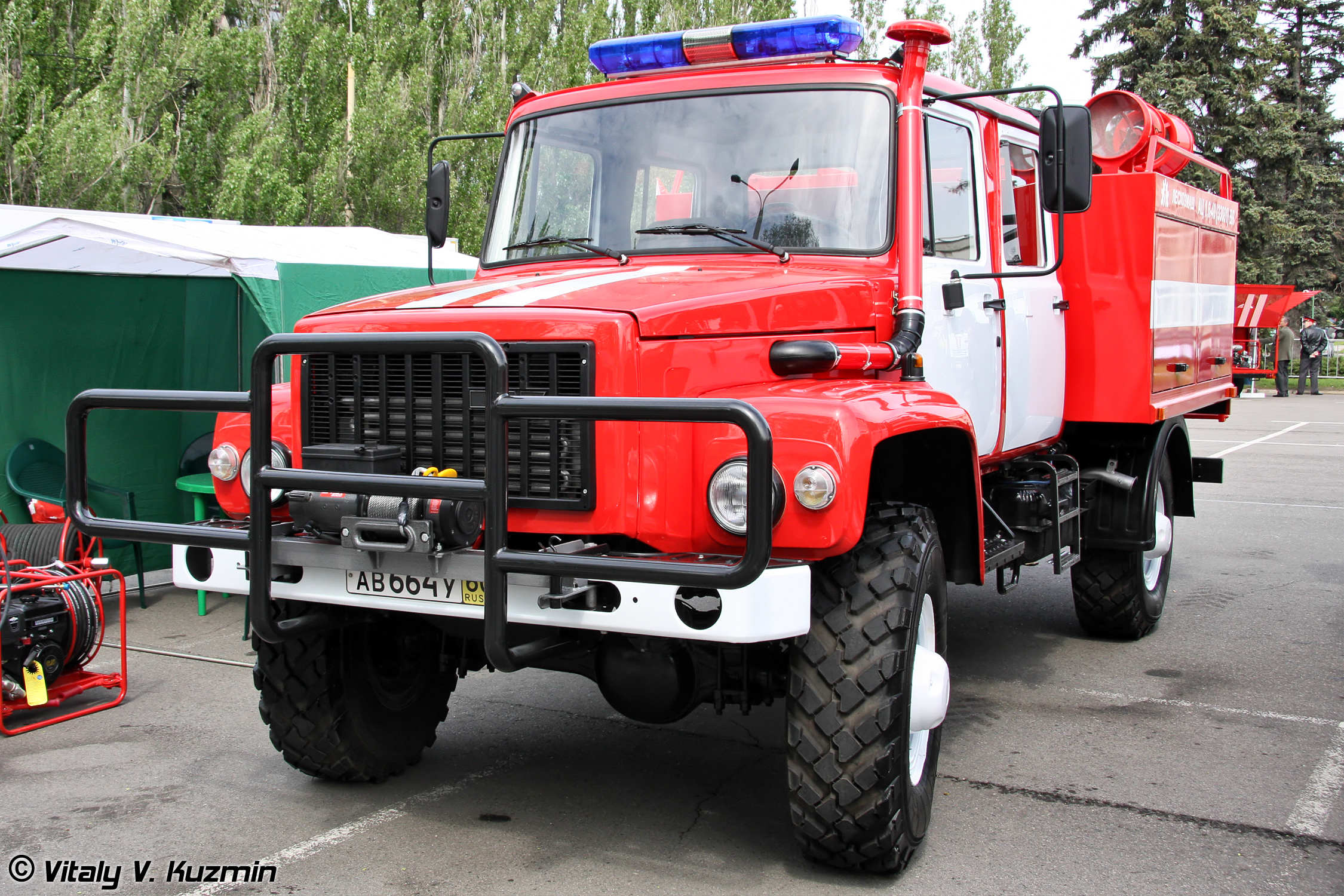
Автоцистерна пожарная АЦ-3,0-40 на шасси ГАЗ-33086.
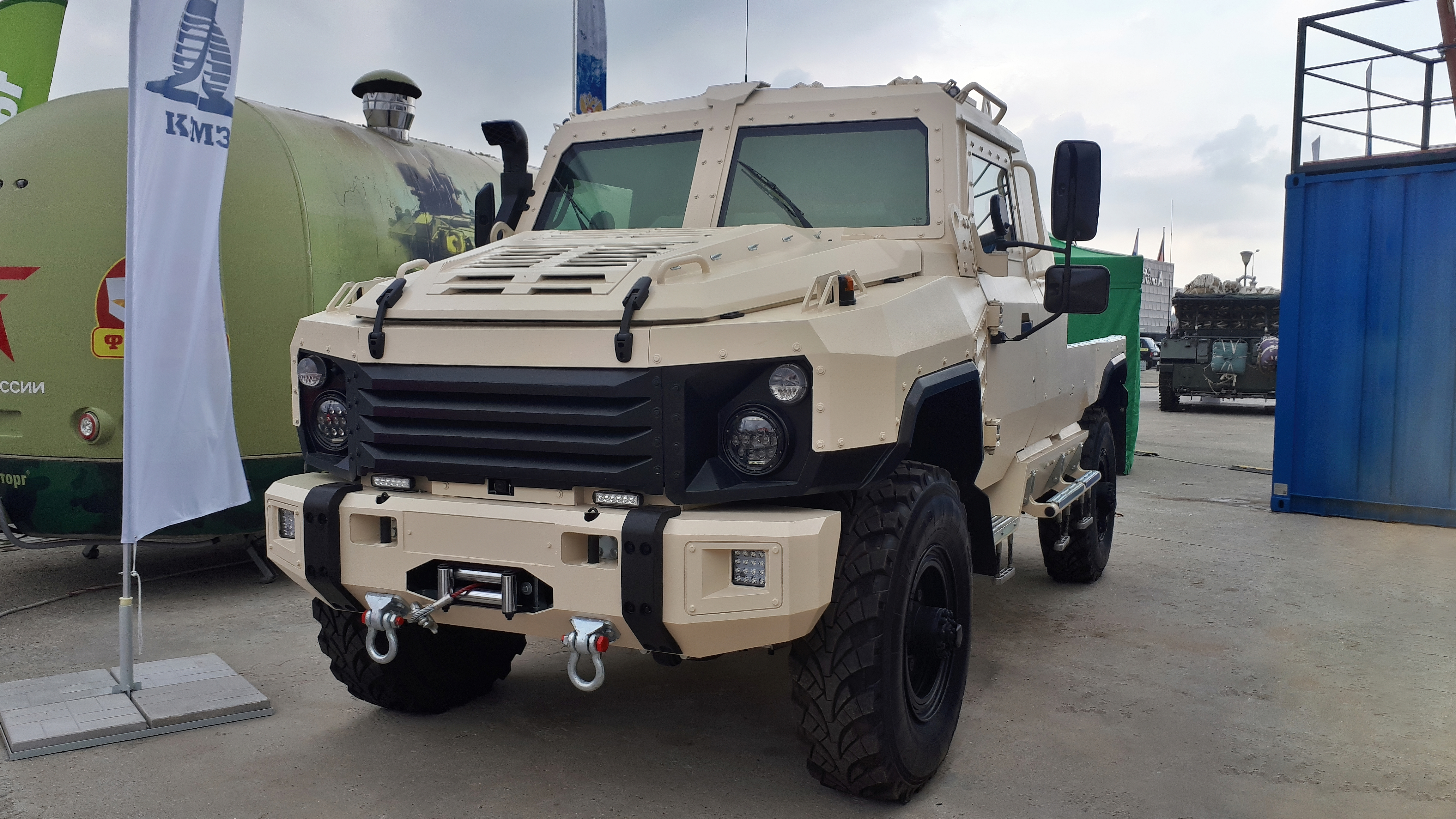
Модульный броневик «Буран» на шасси ГАЗ-3308.

## Вахтовые автобусына шасси «Садко»
- КАвЗ-39766 — автобус-вездеход с использованием 19-местного кузова автобуса малого класса КАвЗ-3976. Модификации: 397660 — с карбюраторным двигателем ЗМЗ-513; 397663 — с дизелем ММЗ Д-245.7. Производился в 2003—2005 гг.
- СемАР-3257[9] — грузопассажирский 12-местный автобус-вездеход с карбюраторным двигателем ЗМЗ-513 и кузовом от автобуса малого класса СемАР-3280. Производился ЗАО НПП «Семар» в 2001—2006 гг.
- Вахтовый автобус на шасси ГАЗ-3308 — грузопассажирская «вахтовка» с отдельным угловатым кузовом на шасси ГАЗ-3308 со стандартной кабиной. Производилась в 2003—2006 гг. на СемАРе. В настоящее время производятся на заводе Авто-Профи.
- ГАЗ-330811-10 «Вепрь» — автомобиль специального назначения на укороченной базе «Садко» с цельнометаллическим трёх- или пятидверным кузовом[10].

## Страны-эксплуатанты
- Россия: принят на вооружение вооружённых сил[11];
- Сирия: первые 114 грузовиков были заказаны и отправлены в Сирию в 2005 году[12] и после прохождения испытаний приняты на вооружение вооружённых сил Сирии в 2007 году[13];
- Армения: некоторое количество ГАЗ-3308 используется в армянской армии[14];
- Украина: летом 2014 года ГАЗ-3308 начали поступать в батальоны территориальной обороны[15], в конце декабря 2015 года шесть ГАЗ-3308 передали в Славянский полк Национальной гвардии Украины[16];
- Беларусь: испытывался в Вооружённых силах в первой половине 2000-х годов. Принят на вооружение в Органах пограничной службы Республики Беларусь;
- Казахстан: используется в Национальной гвардии Республики Казахстан;
- Филиппины: в марте 2020 Национальная полиция Филиппин получила 37 грузовых автомобилей ГАЗ-3308.